# Бангалор (аэропорт)
Международный аэропорт Бангалор (канн. ಬೆಂಗಳೂರು ಅಂತಾರಾಷ್ಟ್ರೀಯ ವಿಮಾನ ನಿಲ್ದಾಣ, англ. Bengaluru International Airport)(ИАТА: BLR, ИКАО: VOBL) — международный аэропорт площадью 16,4 км², обслуживающий город Бангалор, Карнатака, Индия. Аэропорт расположен в Деванахалли, в 30 км от города. Он заменил старый аэропорт Бангалора (англ.). Строительство аэропорта началось в июле 2005 года, но планировалось ещё за 10 лет до этого. Открытие аэропорта планировалось на 30 марта 2008 года, однако проблемы с организацией управления воздушным движением привели к переносу начала операций на 23 мая 2008 года.
Планы развития аэропорта предусматривают строительство терминала и взлётно-посадочных полос, а также создание инфраструктуры — бизнес-центра, торговой зоны, зоны развлечений, аллей и офисов.

## Строительство
Первоначально пропускная способность аэропорта планировалась в 3.5 млн пассажиров в год, однако позднее планы были пересмотрены и она составила 12 млн пассажиров в год. В этой связи был пересмотрен проект терминала, количество стоянок самолётов, новые рулёжные дорожки и другая инфраструктура.
Планом также предусматривалось строительство железнодорожной станции непосредственно в аэропорту. Также планировался выезд на шестиполосное шоссе № 7.
Планировалось также строительство скоростной магистрали, которая должна была соединить аэропорт с окружной дорогой. Однако власти Индии не дали разрешение на строительство этой дороги.

## Инфраструктура

### Терминал
Пассажирский терминал представляет собой отдельное, оборудованное кондиционерами, четырёхуровневое здание, которое используется для обслуживания международных и местных рейсов. В терминале расположены торговая зона и зона развлечений. Зоны прибытия и вылета расположены вертикально. Зоны вылета местных и международных рейсов, а также большая часть торговой зоны расположены на уровне 2 (второй этаж). Стойки регистрации и багажное отделение расположены на уровне 1 (первый этаж). При разработке терминала учитывалась возможность максимально простых перемещений для пассажиров.
Общая площадь терминала составляет 71 000 м². Пропускная способность терминала составляет 2,733 пассажиров в пиковое время. Терминал рассчитан на работу 24 часа в сутки при любых погодных условиях. Всё оборудование соответствует стандартам IATA.
Аэропорт может обслуживать 11 млн пассажиров в год и 27 взлётов-посадок в час, в мае 2008 года было произведено 550 взлётов-посадок.
В аэропорту 20 выходов, 8 телетрапов, включая один двойной и 19 удалённых стоянок, куда пассажиров доставляют автобусы. Всего в аэропорту 42 стоянки самолётов, на всех них есть заправочное оборудование (это первый пример установки заправочного оборудования на стоянках).
На первой стадии реконструкции был построен паркинг на 2,000 автомобилей.

### Взлётно-посадочная полоса
В аэропорту есть только одна взлётно-посадочная полоса. Взлётно-посадочная полоса может принимать все типы самолётов, включая Airbus A380. Есть планы строительства второй взлётно-посадочной полосы, что даст возможность увеличить пропускную способность аэропорта до 18 млн пассажиров в год, что, по оценкам, произойдёт к 2013—2014 годам.
Взлётно-посадочная полоса 09/27 имеет длину 4900 м.

## Гостиница
Здание пятизвёздочного отеля на 321 номер является частью комплекса аэропорта и расположено перед зданием главного терминала. Оператором и владельцем отеля являются Oberoi Hotels и Larsen & Toubro; отель откроется под брендом Trident Hilton в Ноябре 2008 года. В нём будут расположены конференц-залы, рестораны, бары, банкетные залы и спа-салоны. Oberoi Hotels — второй по размеру оператор отельного бизнеса в Индии, Larsen & Toubro — крупнейшая частная строительная компания в Индии. Проект разработан архитекторами RSP India, интерьеры и ландшафтный дизайн — P Associates из Бангкока. В настоящее время продолжается строительство отеля.

## Транспорт

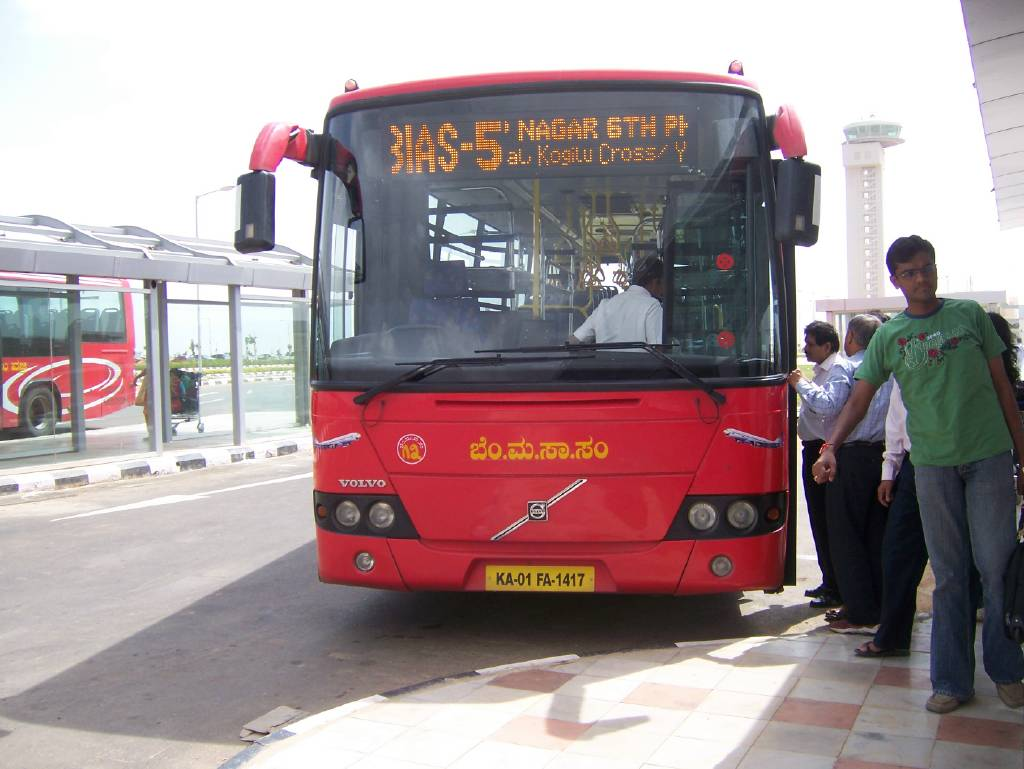
Новые автобусы Volvo соединяют Бангалор с аэропортом

Новый аэропорт расположен в 40 км от города, с которым будет соединён веткой скоростной железной дороги, которая в настоящее время строится. Namma Metro планируется запустить в эксплуатацию в марте 2010 года.

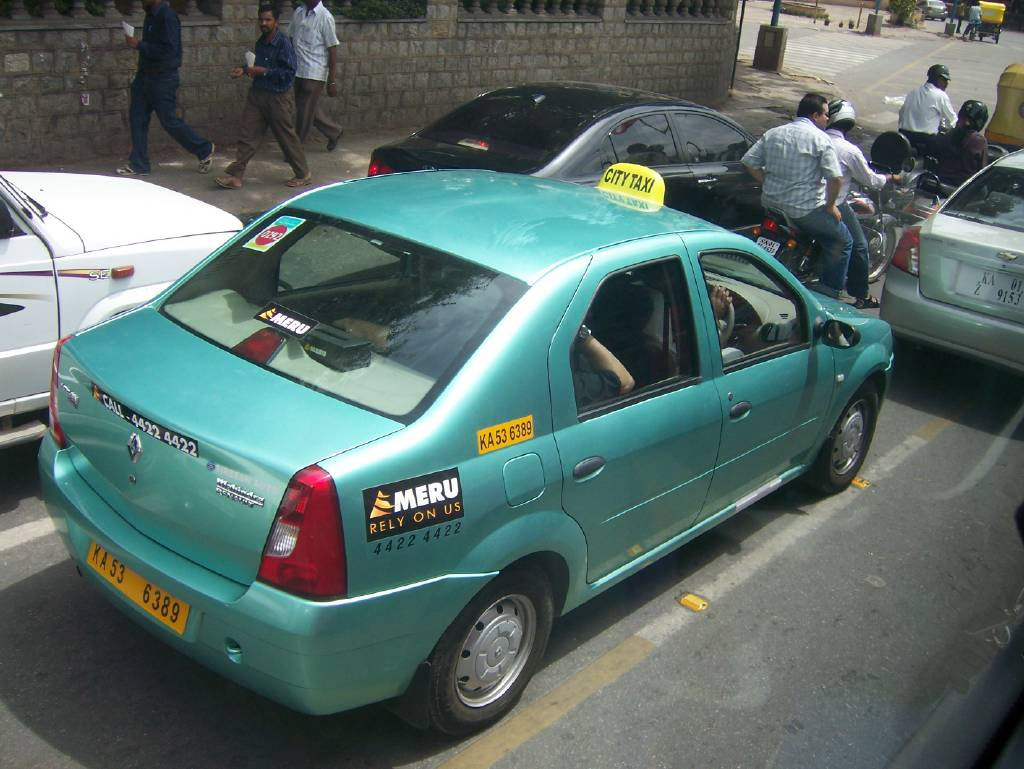
MeruCab на улицах Бангалора

Bangalore Metropolitan Transport Corporation является оператором восьми автобусных маршрутов из разных районов города в новый аэропорт. Стоимость проезда в них выше, чем в обычных автобусах.
Автомобильным транспортом в аэропорт можно попасть через Хеббал по Bellary Road, через NH-Yelahanka можно также попасть в аэропорт через Елаханка по Vidyaranyapura, где трафик несколько ниже. BMTC использует 46 автобусов Volvo, периодичность — 30 минут. В автобусах есть багажные отделения и они могут перевозить до 30 пассажиров за каждый рейс. Билеты на автобусы могут быть приобретены через интернет.
Официальные перевозчики в аэропорту:
- Такси MeruCabs и Easycabs
- VIP перевозки Hertz и Akbar Travels
- Автобусы Volvo BMTC Vayu Vajra A/C
- Автобусы BMTC Suvarna и Vahini non A/C

## Авиакомпании и назначения

### Город
| Авиакомпании    | Назначения                                                              |
| --------------- | ----------------------------------------------------------------------- |
| Deccan Aviation | Электронный город, Whitefield, старый аэропорт, Palace Grounds, UB city |

### Местные рейсы
| Авиакомпании    | Назначения                                                                   |
| --------------- | ---------------------------------------------------------------------------- |
| Air India       | Мумбаи                                                                       |
| IndiGo Airlines | Ченнай, Дели, Хайдарабад, Джайпур, Калькутта, Мумбаи, Нагпур, Пуна, Вадодара |
| SpiceJet        | Ахмедабад, Дели, Гувахати, Джапур, Калькутта, Мумбаи, Пуна, Шринагар         |

### Международные рейсы
| Авиакомпании               | Назначения\|                  |
| -------------------------- | ----------------------------- |
| Air Arabia                 | Шарджа                        |
| Air France                 | Париж-Шарль де Голль          |
| Air India                  | Дубай, Дале, Мускат, Сингапур |
| Air Mauritius              | Маврикий                      |
| Emirates Airline           | Дубай                         |
| British Airways            | Лондон-Хитроу                 |
| Dragonair                  | Гонконг                       |
| Gulf Air                   | Бахрейн                       |
| Lufthansa                  | Франкфурт                     |
| Malaysia Airlines          | Куала-Лумпур                  |
| Oman Air                   | Мускат                        |
| Singapore Airlines         | Сингапур                      |
| SriLankan Airlines         | Коломбо                       |
| Thai Airways International | Бангкок                       |
| Tiger Airways              | Сингапур                      |

### Грузовые авиакомпании
| Авиакомпании                | Назначения                       |
| --------------------------- | -------------------------------- |
| Air France Cargo            | Париж-Шарль де Голль             |
| Air India Cargo             | Франкфурт, Париж-Шарль де Голль  |
| Blue Dart Aviation          | Ченнай, Хайдарабад, Мумбаи, Дели |
| British Airways World Cargo | Лондон-Хитроу                    |
| Emirates Sky Cargo          | Дубай                            |
| Etihad Crystal Cargo        | Абу-Даби                         |
| Gulf Air Cargo              | Манама                           |
| Jett8 Airlines Cargo        | Сингапур, Амстердам, Мальмё      |
| Lufthansa Cargo             | Франкфурт                        |
| MASkargo                    | Куала-Лумпур                     |
| Qatar Airways Cargo         | Доха                             |
| Singapore Airlines Cargo    | Сингапур, Брюссель               |
| SriLankan Cargo             | Коломбо                          |
| Thai Airways Cargo          | Бангкок                          |
| Transmile Air Services      | Куала-Лумпур                     |

## Фотографии

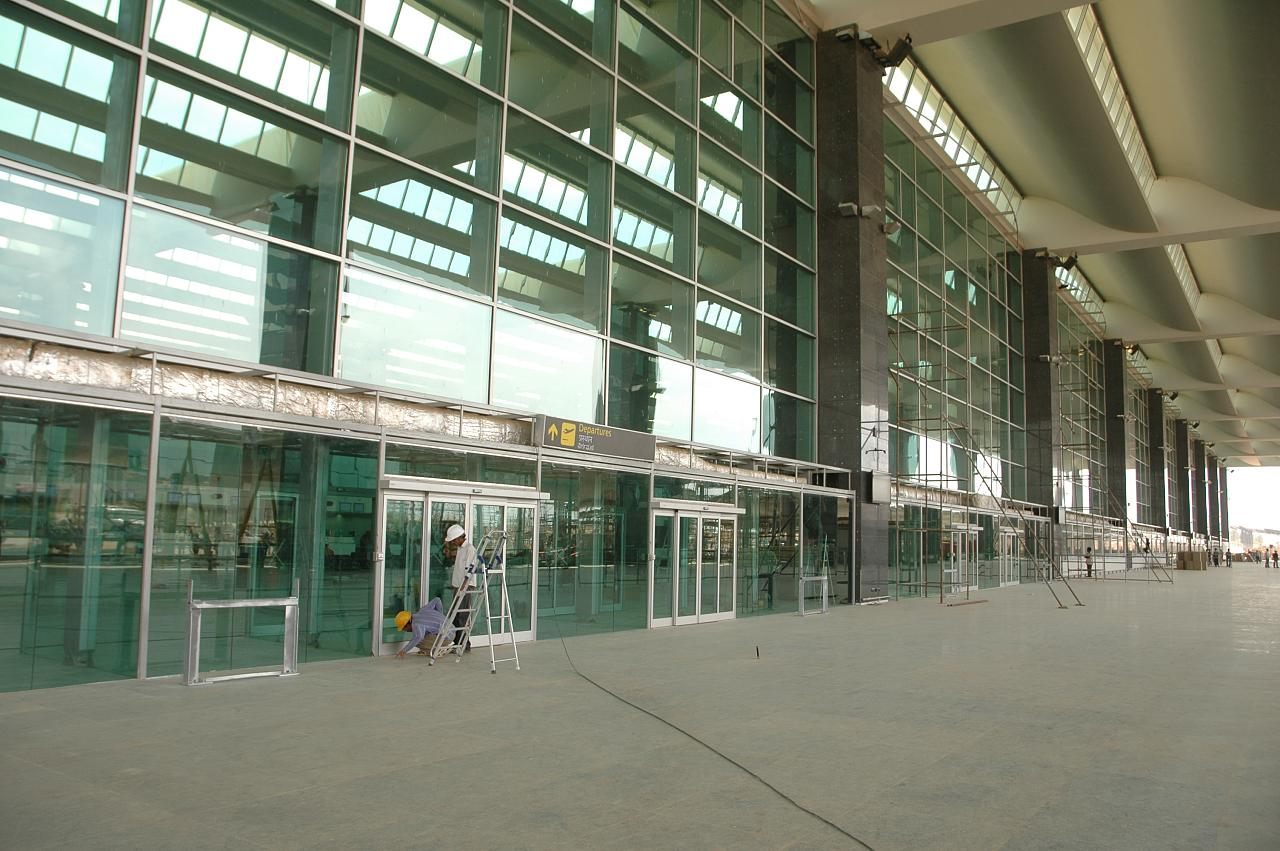
Аэропорт во время строительства
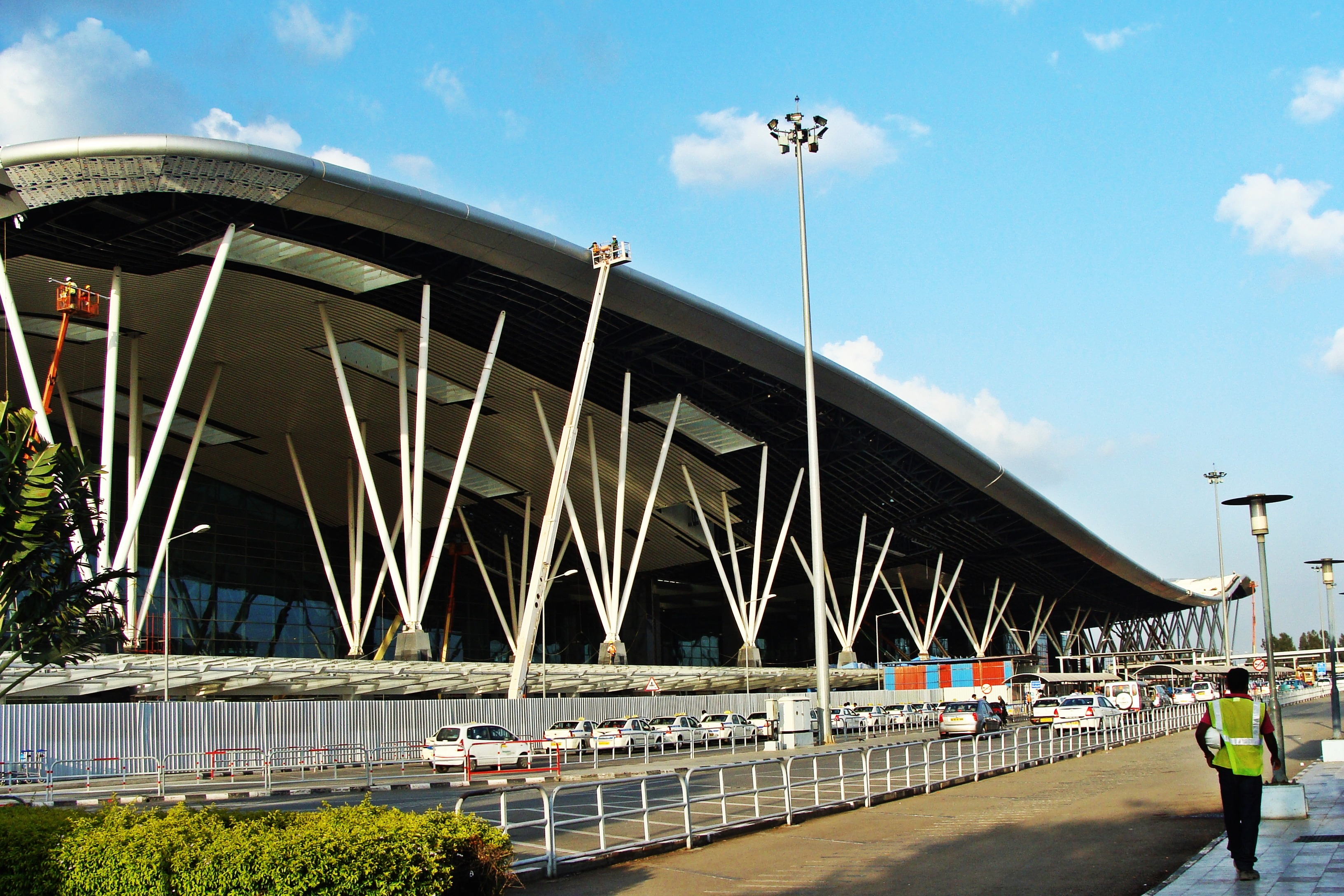
Аэропорт после завершения строительства
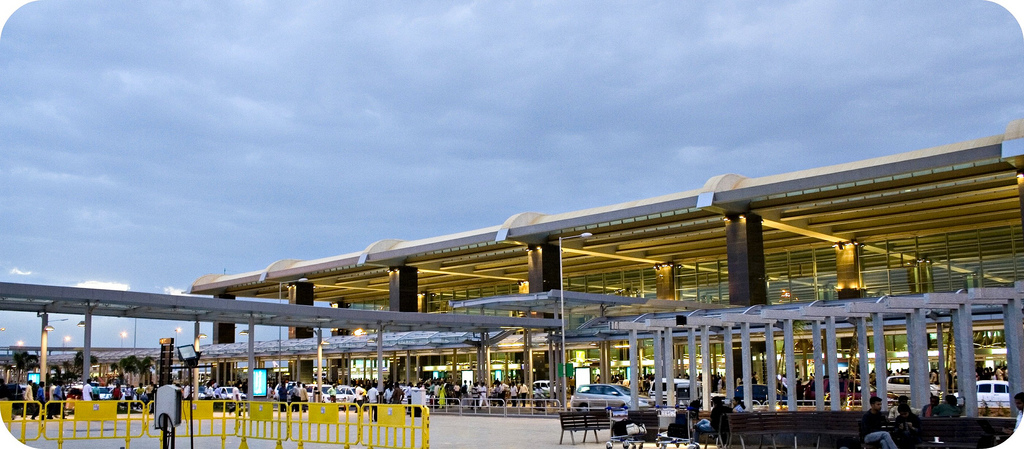
Международный аэропорт Бангалор
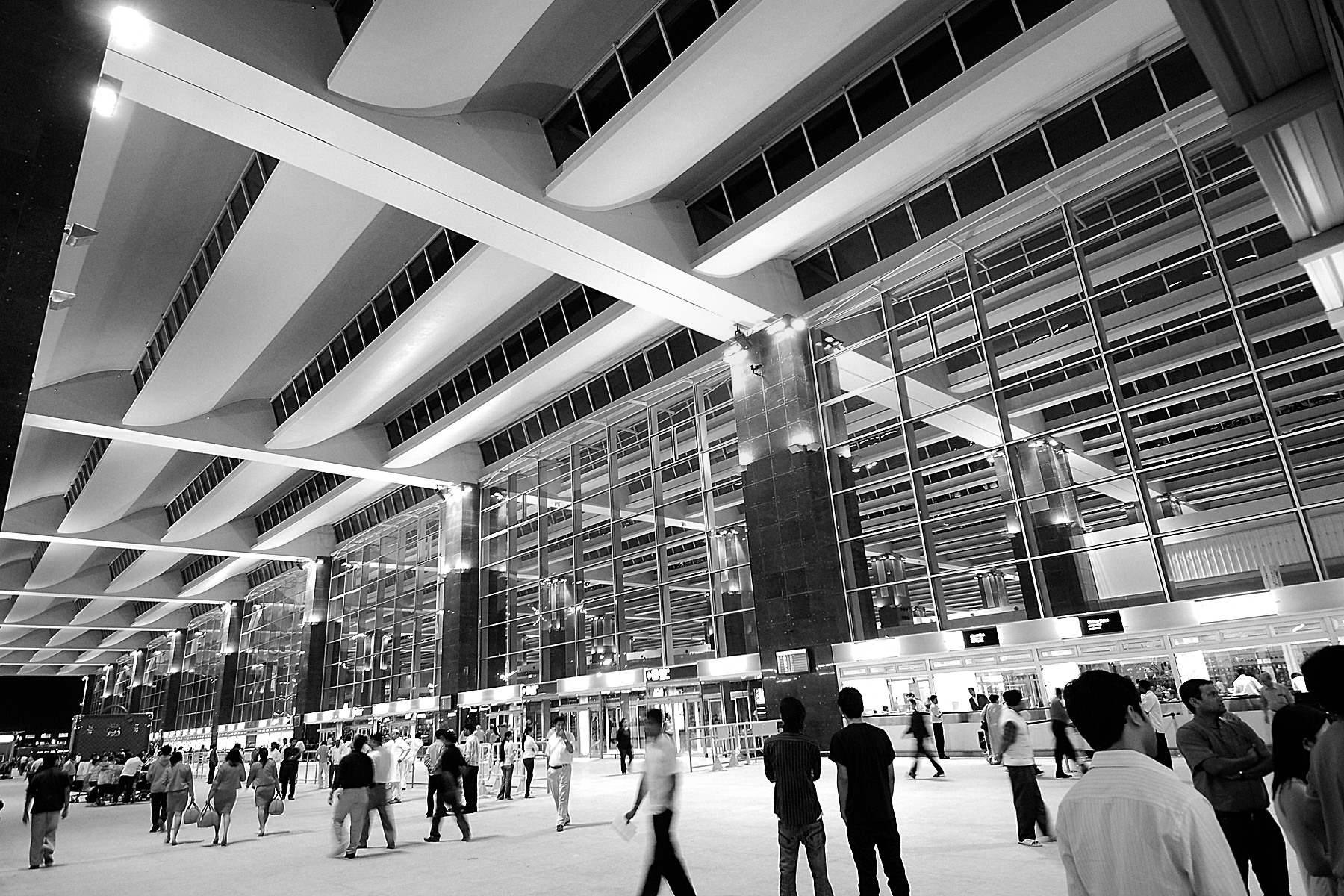
Внутри главного терминала
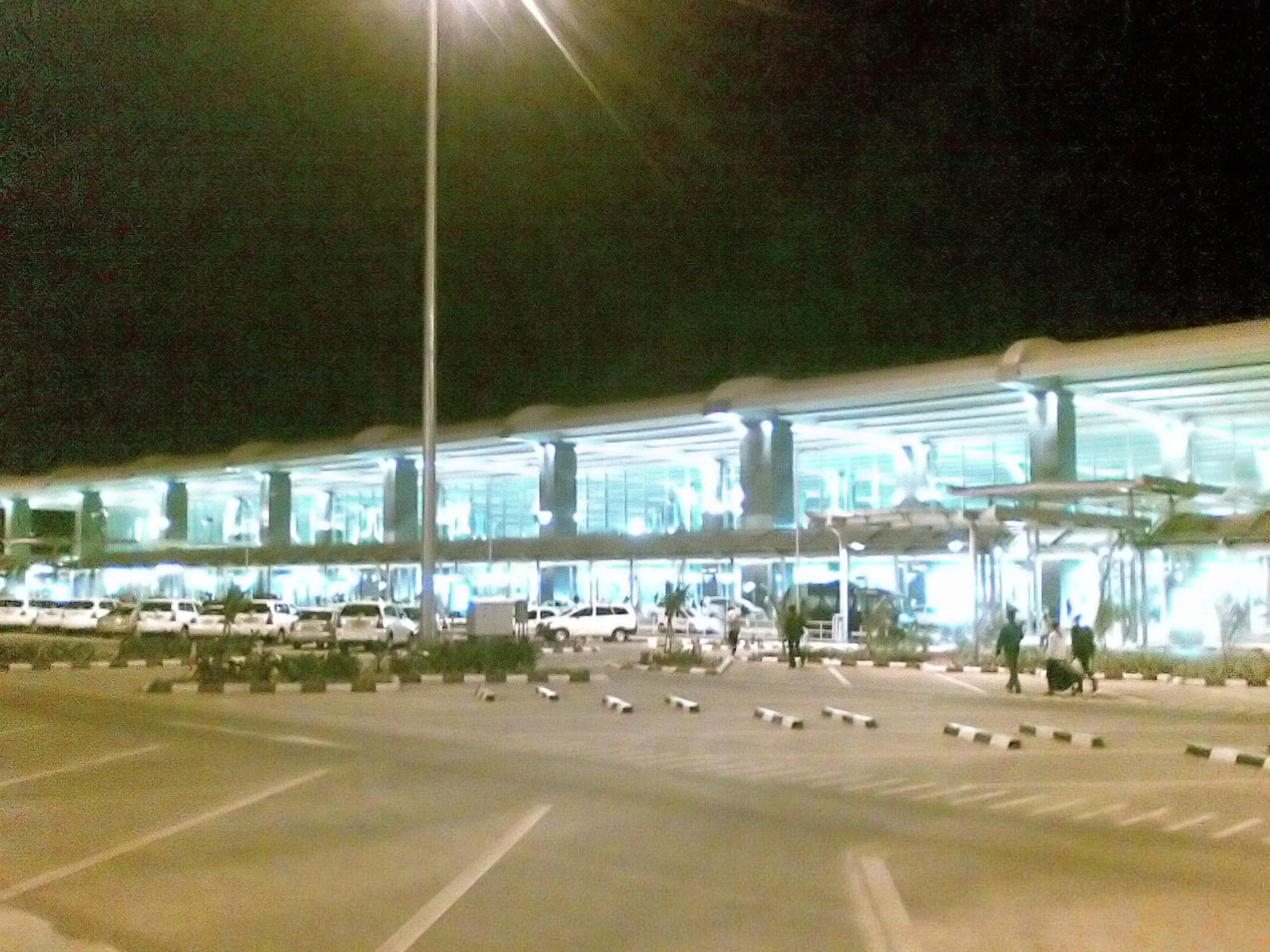
Здание терминала ночью
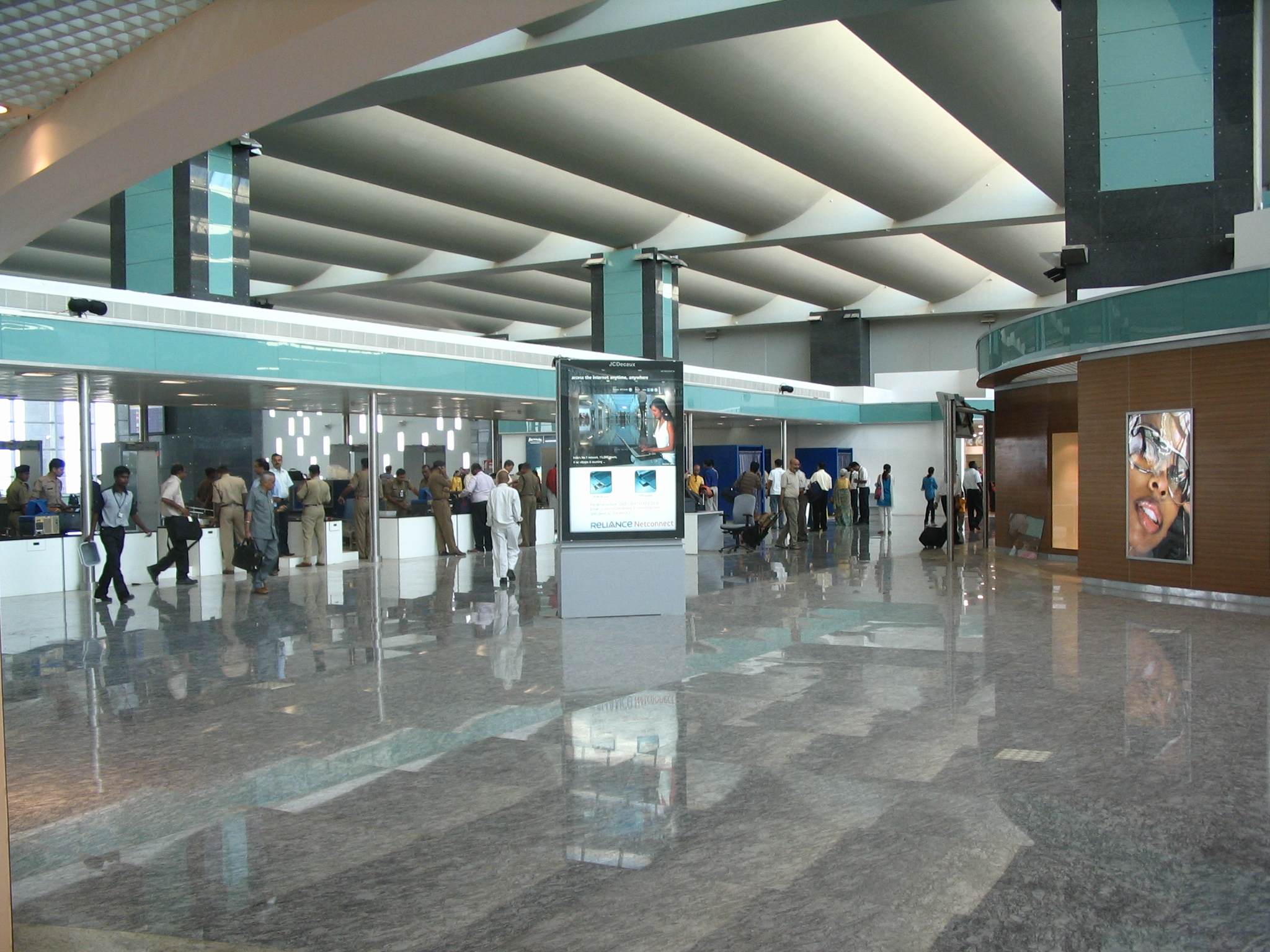
Служба безопасности на местных рейсах
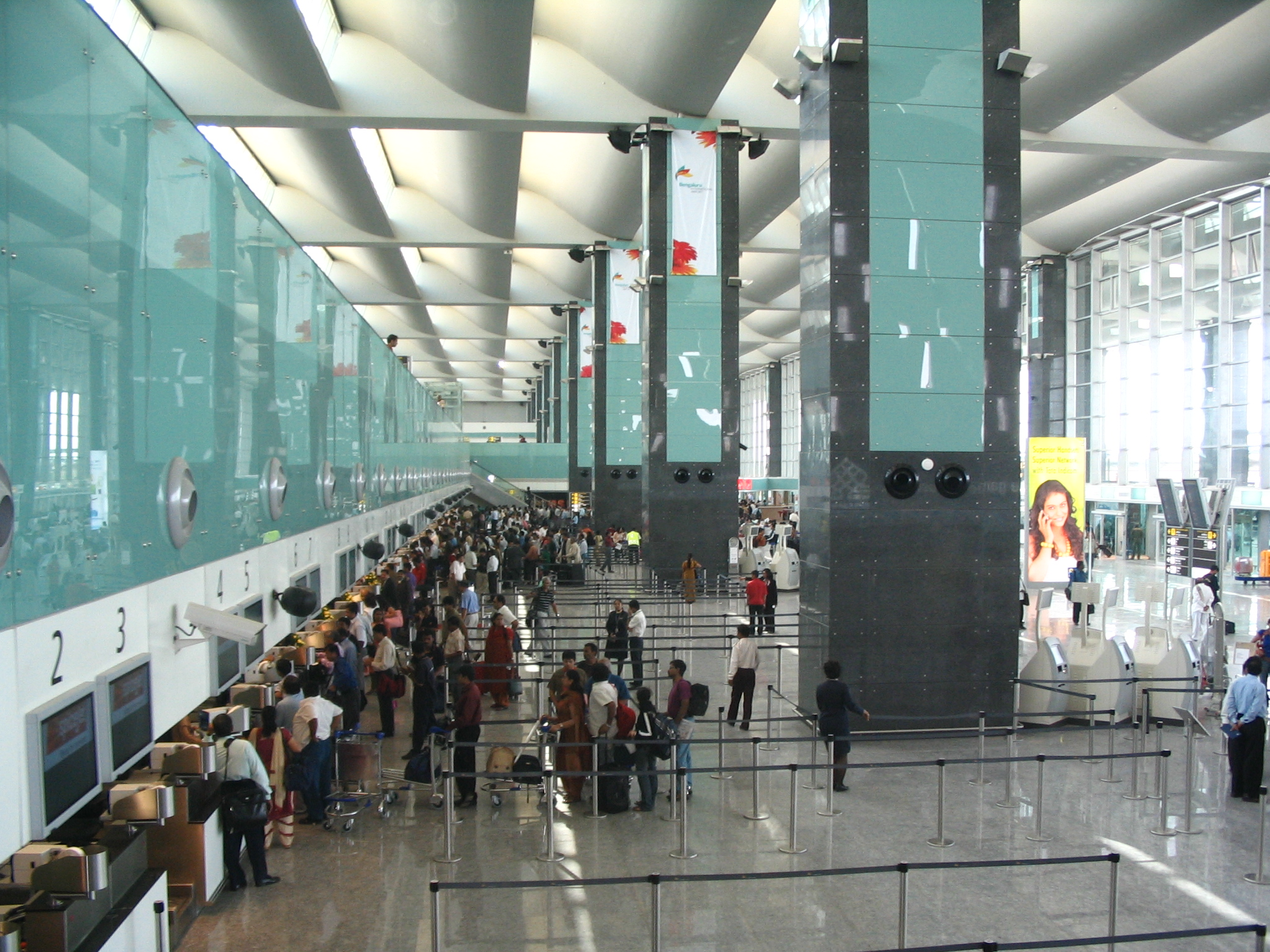
Стойки регистрации в главном зале
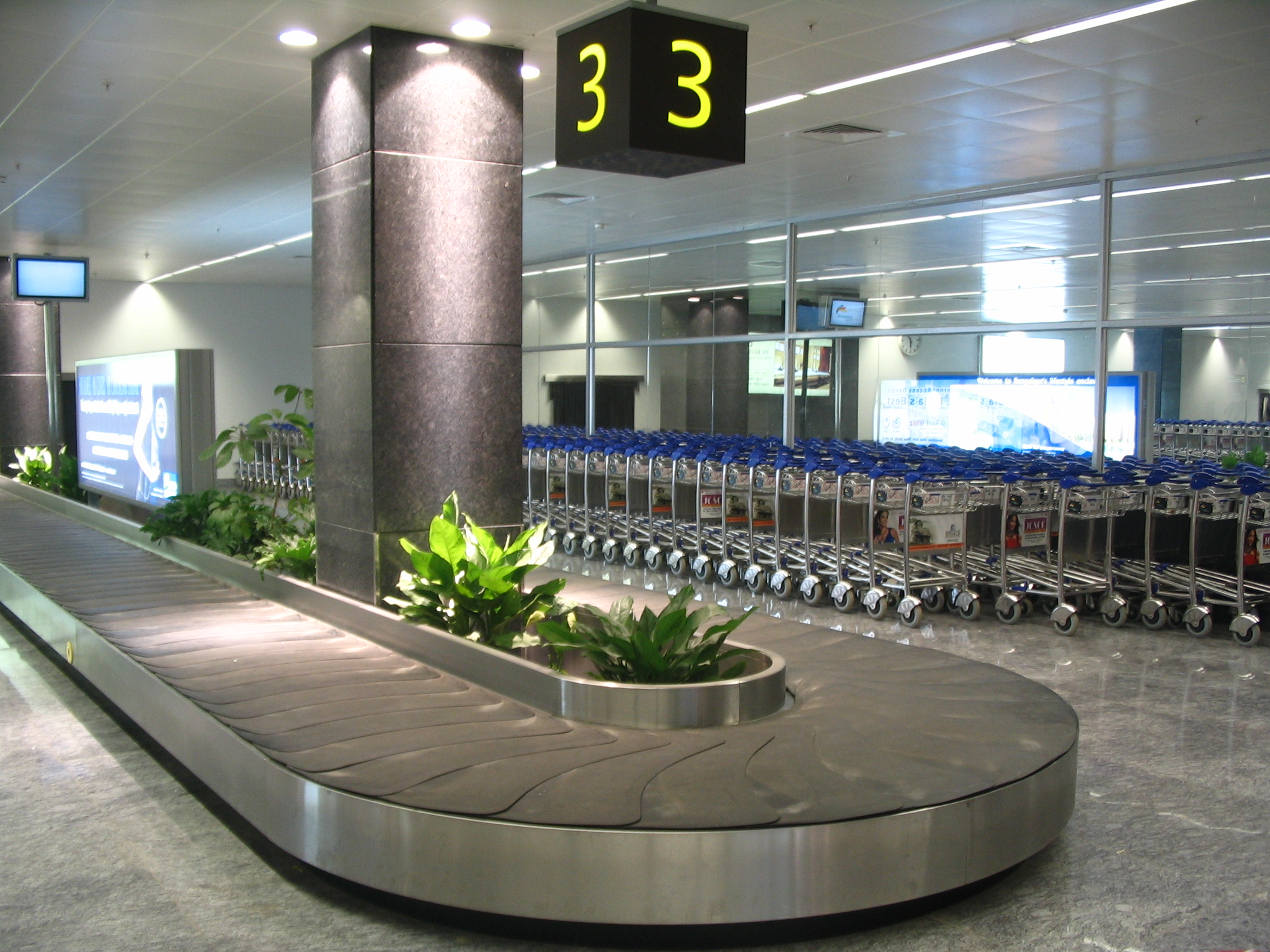
Багажная лента
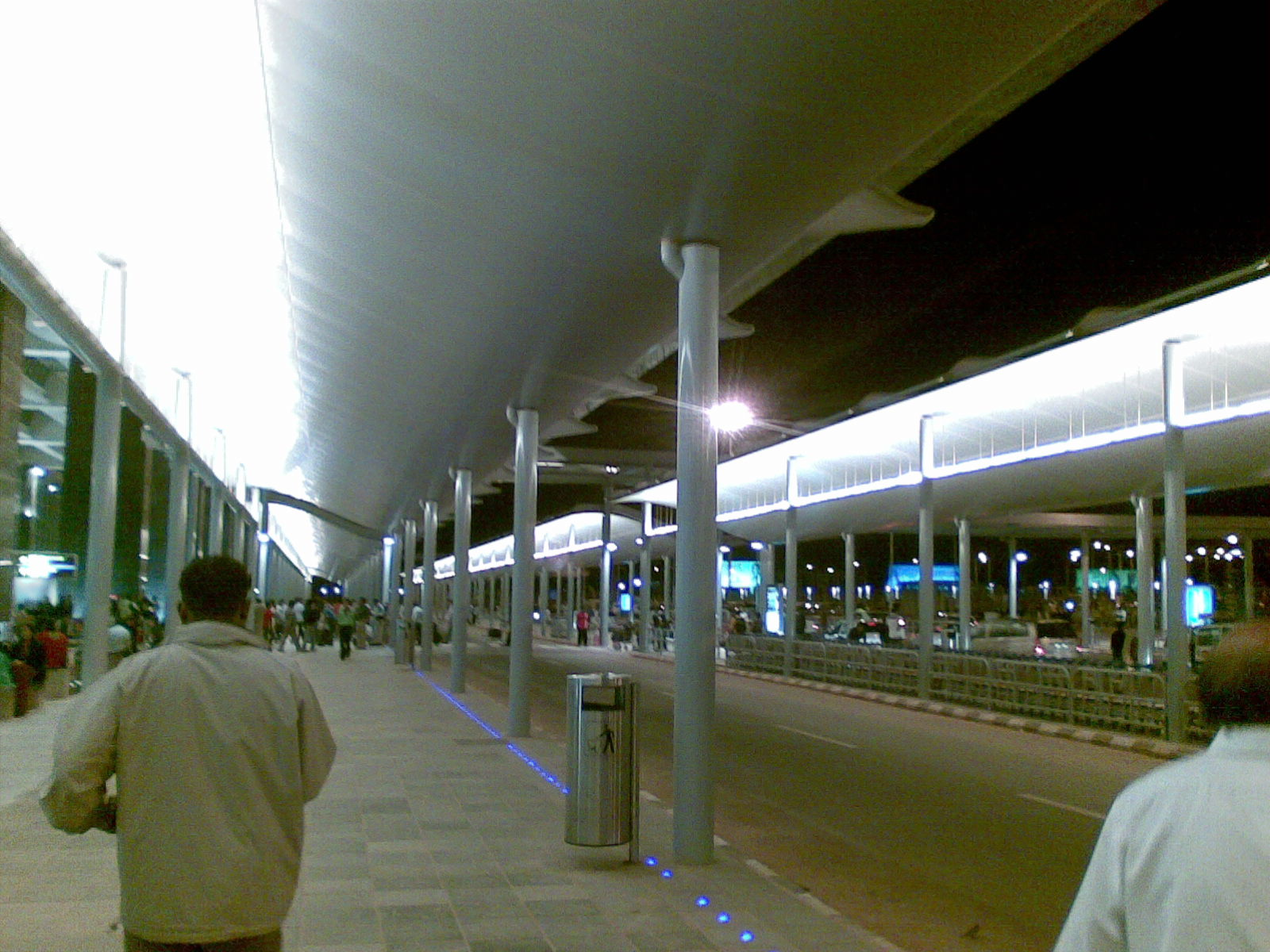
Переход в аэропорту
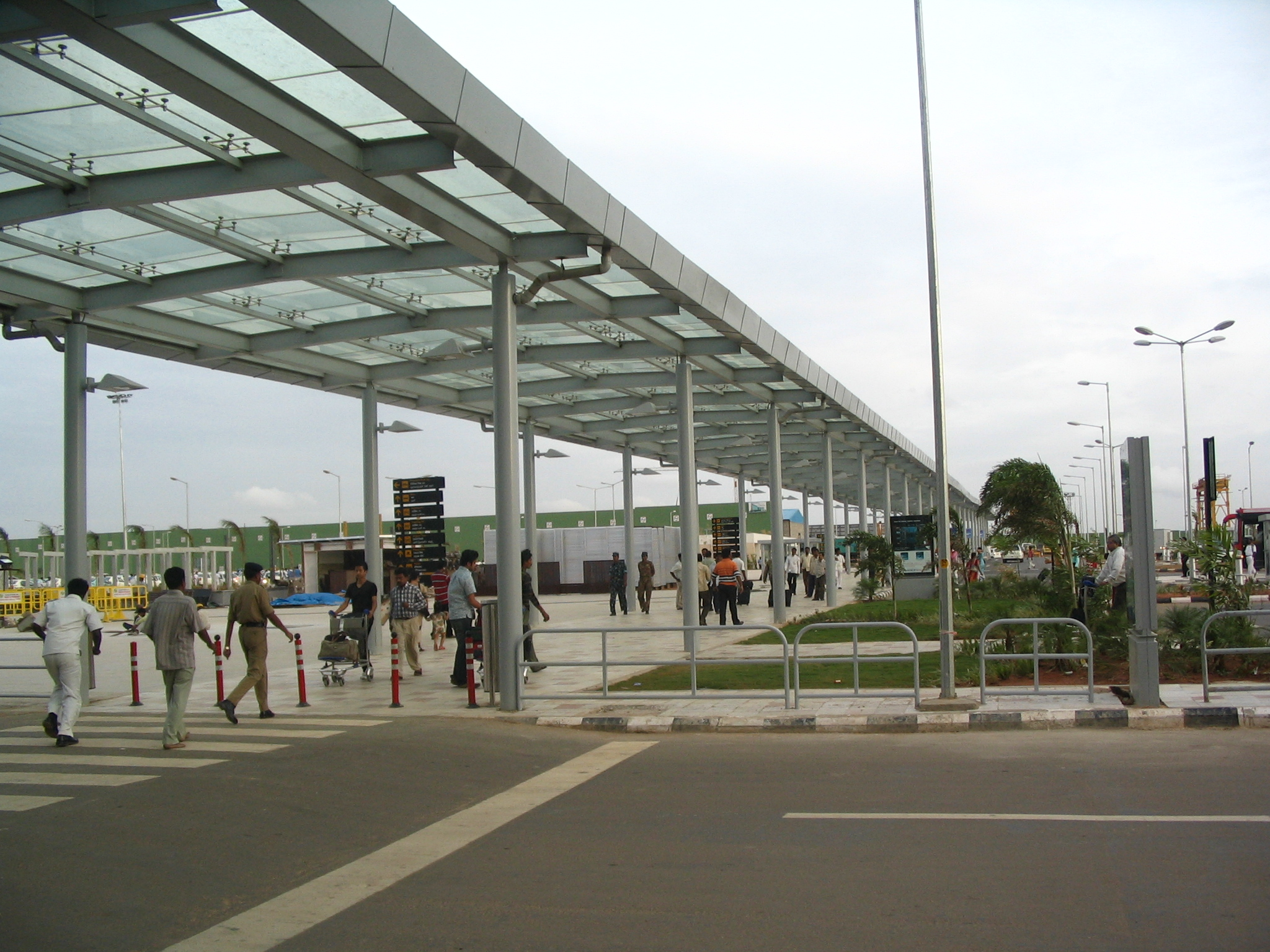
Переход к автостанции
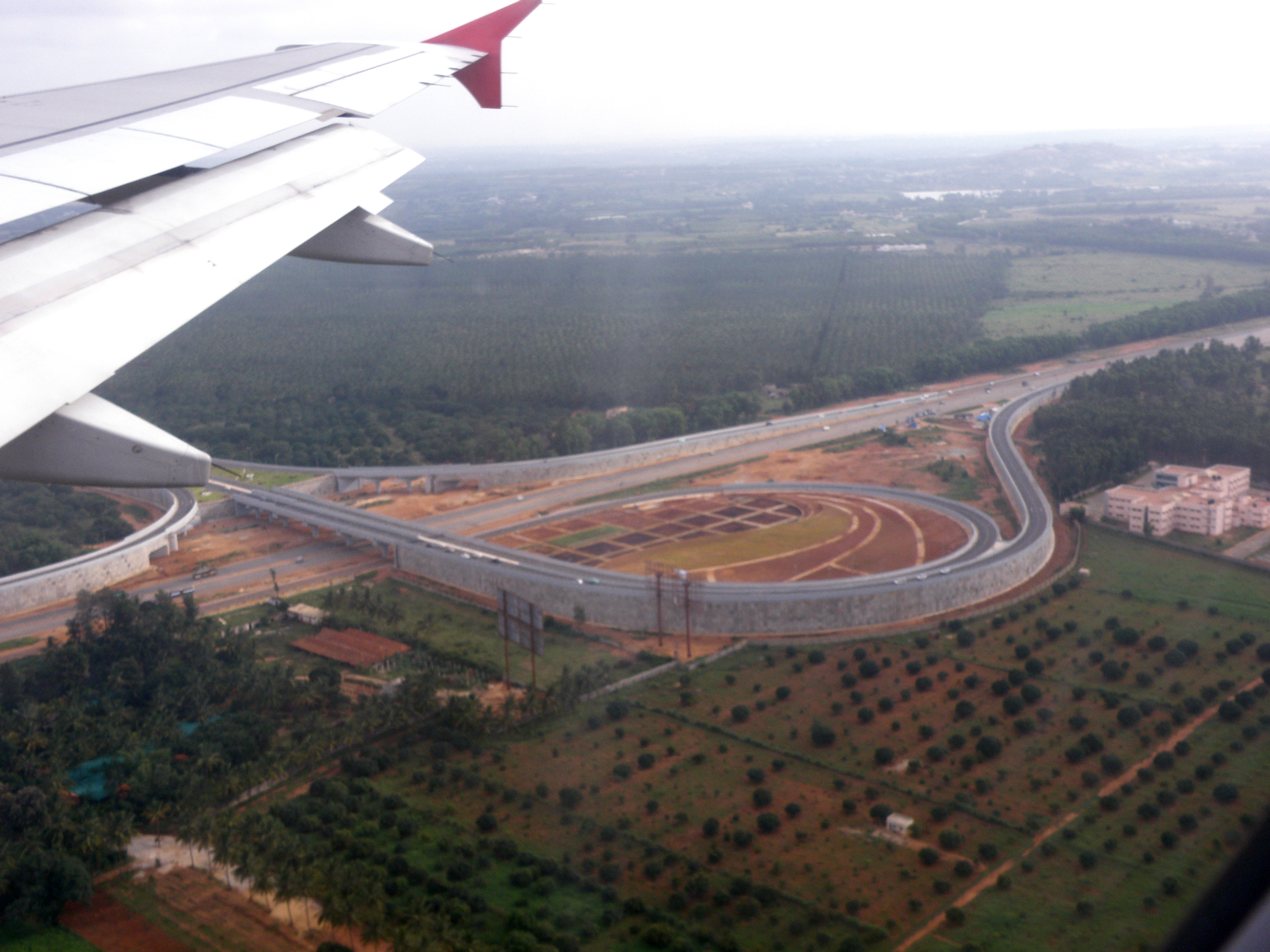
Вид с воздуха на шоссе Bellary Road
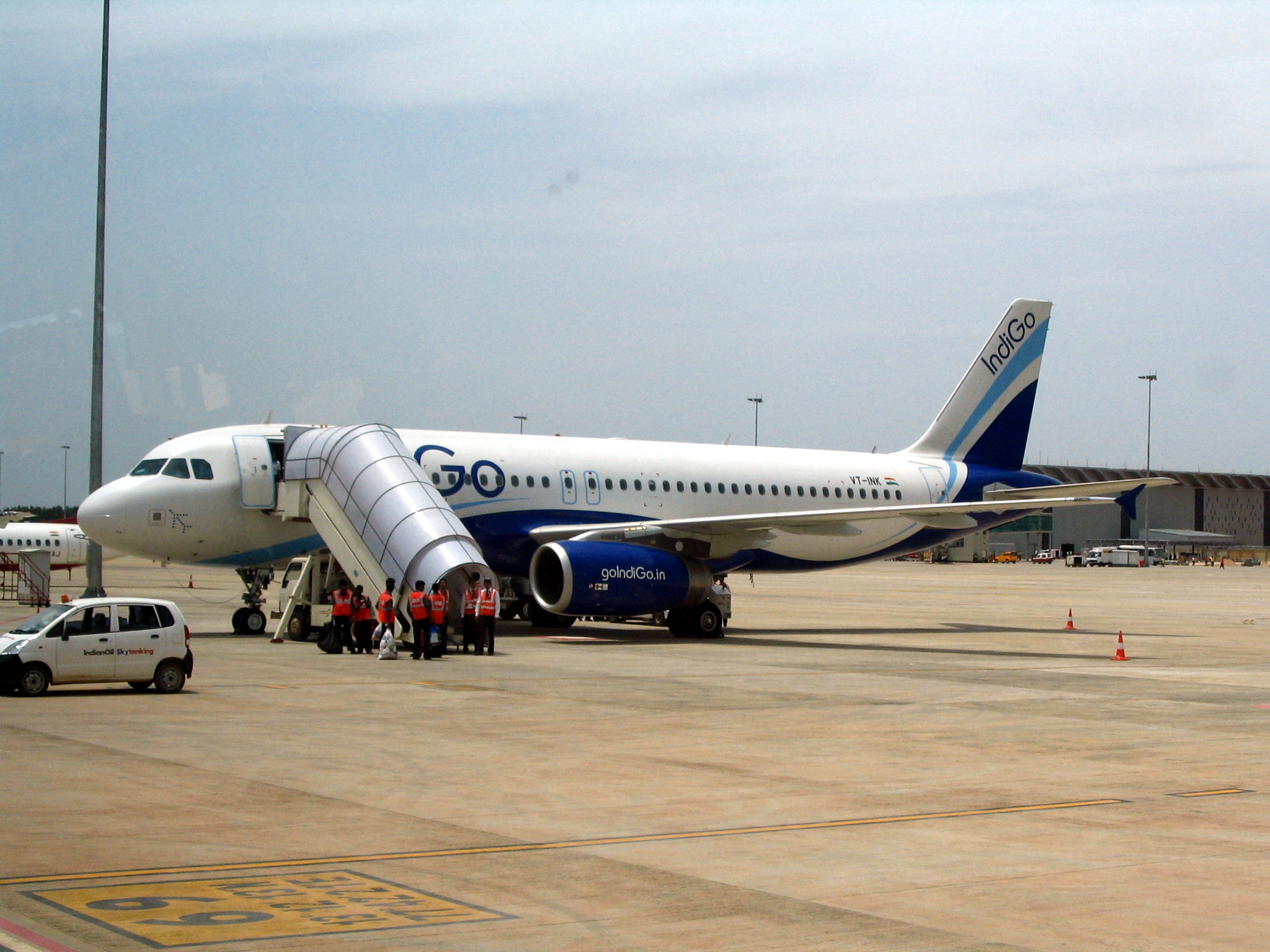
Самолёт IndiGo Airlines в Международном аэропорту Бангалора
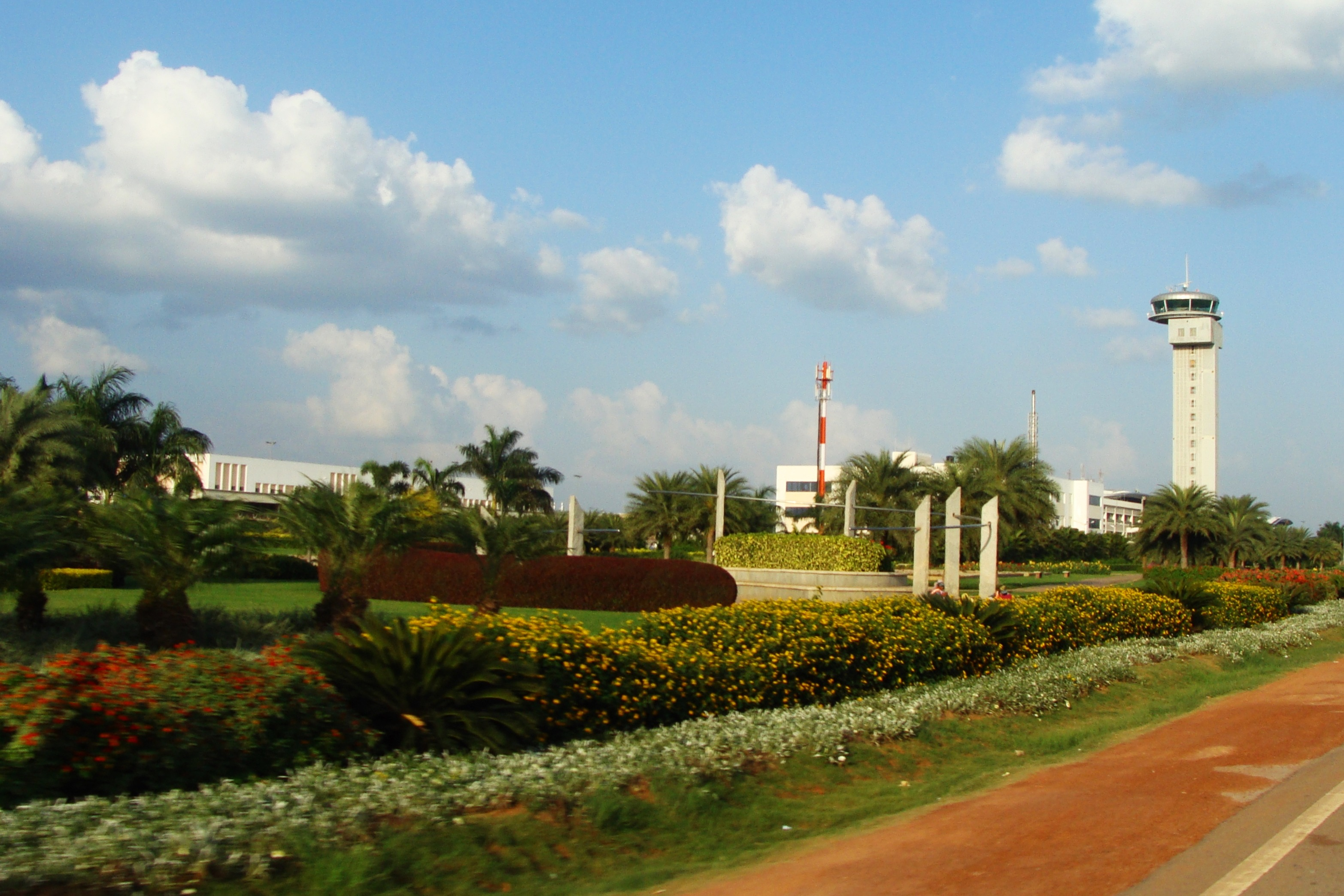
Башня управления полётами в аэропорту Бангалора
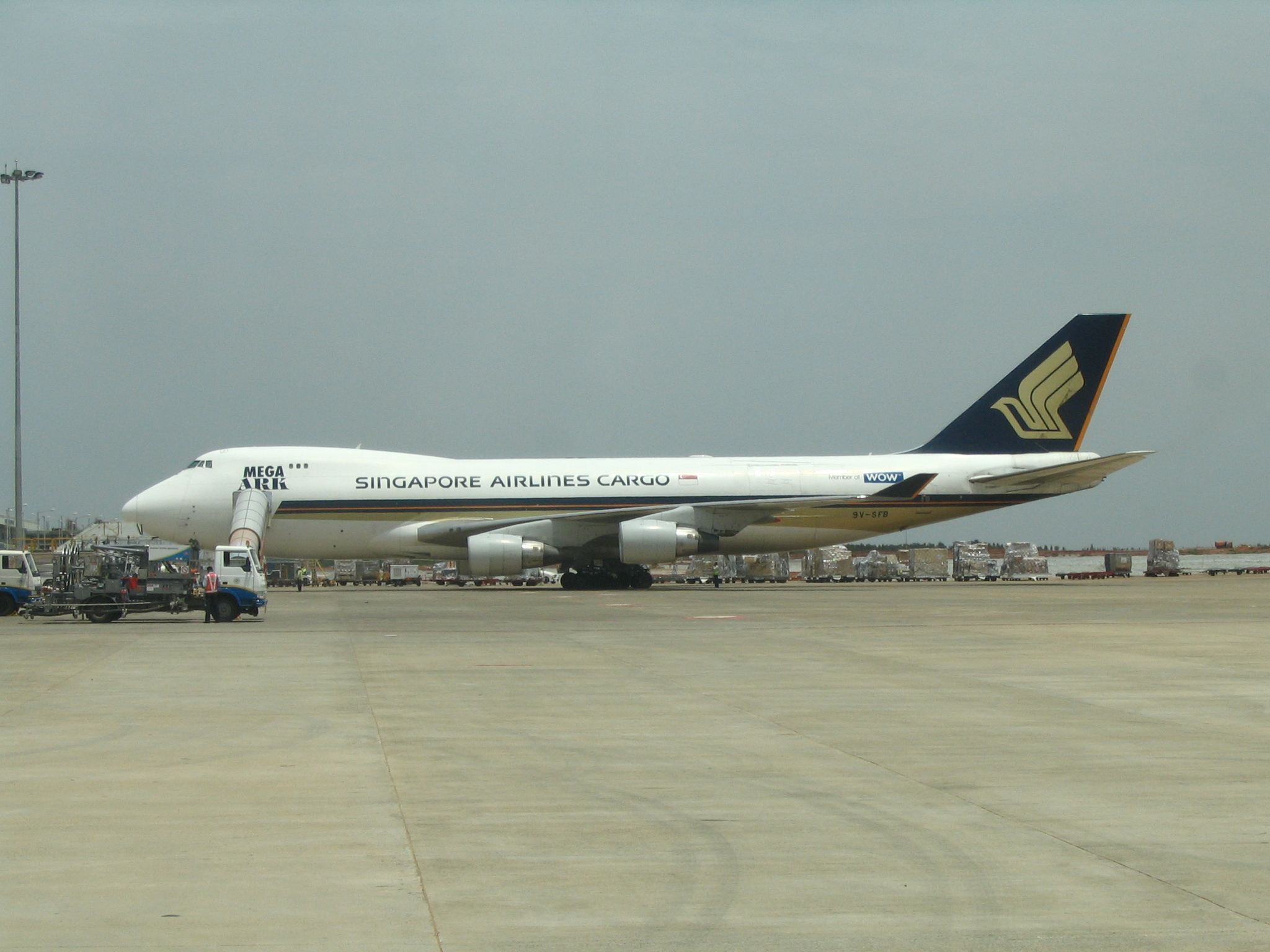
Boeing 747 Singapore Airlines Cargo в Международном аэропорту Бангалор